# Eclipse Modeling Framework

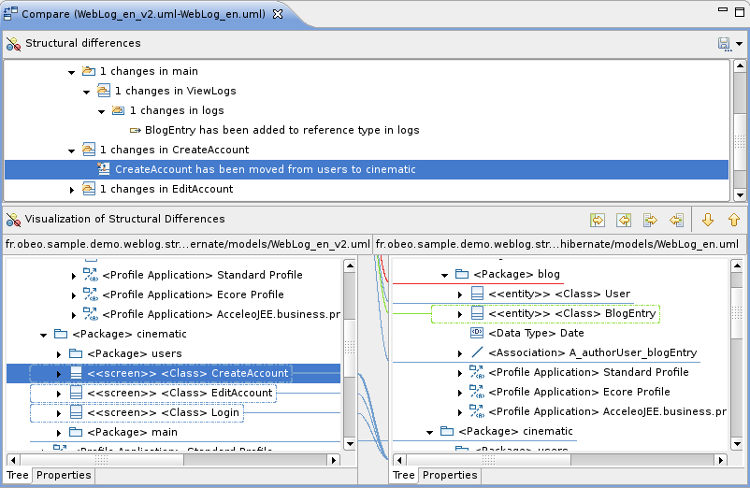

Das Eclipse Modeling Framework (EMF) ist ein quelloffenes Java-Framework für Modellierung. Es ermöglicht unter anderem die automatisierte Erzeugung von Quelltext aus Modellen. EMF ist ein Projekt der Eclipse-Open-Source-Gemeinschaft.

## Vorgehensweise
Im Zentrum der Softwareentwicklung mit EMF steht ein Domänenmodell, das einen abzubildenden Problembereich in Form eines Klassendiagramms beschreibt. Dieses Domänenmodell wird in EMF als Ecore-Modell bezeichnet. EMF bietet zwei Editoren, mit denen sich Ecore-Modelle erstellen und editieren lassen: Einen diagrammatischen sowie einen baumbasierten Editor. Daneben ist es möglich, andere, Klassendiagramm-ähnliche Formate automatisiert in Ecore-Modelle zu konvertieren. Unterstützte Eingabeformate sind XSD-Schemen (wie etwa bei JAXB), annotierte Java-Interfaces und UML-Diagramme (Rose, TOPCASED, MagicDraw und Omondo).
Für ein gegebenes Ecore-Modell generiert EMF einen Editor, mit dem sich Instanzen dieses Modells erstellen, abfragen, manipulieren, im XMI-Format serialisieren, validieren und im Stil des MVC-Entwurfsmusters auf Änderungen überwachen lassen. Darüber hinaus wird JUnit-Code erzeugt, der den generierten Code testet.
Der Generierungsvorgang sowie der generierte Code können angepasst werden. Insbesondere müssen Rümpfe von modellierten Methodensignaturen durch die Entwickler implementiert werden. Implementierte Funktionalität und neu generierter Code werden automatisch gemerged. Für weitergehende Ansprüche bietet EMF etwa die Möglichkeit, Modelle dynamisch zur Laufzeit zu erstellen (etwa, wenn erst dann das Modell bekannt ist). Durch Verwendung von Plugins ist es möglich, vollständige datenorientierte RCP-Anwendungen generieren zu lassen und Modellinstanzen in beliebigen Datenbanken zu persistieren.

## Bestandteile
- Das Ecore-Metamodell ist der Beschreibungsansatz für Ecore-Modelle. Es enthält grundlegende Konzepte der objektorientierten Modellierung wie etwa Pakete, Klassen, Referenzen und Attribute. Ecore basiert auf einer Teilmenge des MOF-Standards für Metamodelierung (Meta Object Facility). Im Zuge seiner erfolgreichen Verwendung in der Praxis übte EMF direkten Einfluss auf die Entwicklung des EMOF-Standards (Essential MOF) aus (eine Teilmenge von MOF). Ecore ist daher die de facto Referenzimplementierung von EMOF.
- Bei der Codegenerierung greift EMF auf JET (Java Emitter Templates) zurück. JET ist eine templatebasierte Sprache in der Art von JavaServer Pages. Die zu generierenden Artefakte werden hier durch Templates beschrieben – „Dateischablonen“ mit feststehenden, konstanten Anteilen und „Lücken“, die dynamisch gefüllt werden.
- Nach wiederholter Codegenerierung, etwa aufgrund von Modellerweiterungen, ist JMerge dafür zuständig, bereits vorgenommene Anpassungen in die jeweils neueste Version des generierten Codes einzupflegen.
- Die SDO-Referenzimplementierung von IBM nutzt EMF und ist Teil der EMF-Installation.

## Vorteile
Einer der größten Vorteile ist die Integration in die Eclipse-Werkzeugplattform. Dies ermöglicht die Generierung von UI-Komponenten sowie die Zusammenarbeit mit anderen Eclipse-Projekten, etwa im Eclipse Graphical Modeling Framework (GMF). Serialisierung und Validierung steigern die Produktivität beim Entwickeln. Außerdem ist die Einarbeitungszeit gering aufgrund vieler Möglichkeiten der Modellierung (XSD, UML, Java-Interfaces).
Der Einsatz von Code-Generatoren und MDD (Model Driven Development) steigert ebenfalls die Produktivität, reduziert Wiederholungen und damit mögliche Fehlerquellen.

## Open Source Frameworks rund um EMF
- Acceleo (Ein Codegenerator, der EMF-Modelle als Input nutzt)
- ATL (Eine Modell-Transformationssprache)
- Connected Data Objects (CDO), eine freie Implementierung von Distributed Shared Model auf Basis von EMF
- EMFForms (Ein Framework für die Erstellung von formular-basierten Oberflächen für ein Ecore-Modell)[1]
- EMFStore (Ein Model Repository (Server) für EMF)[2]
- Generic Eclipse Modeling System (GEMS)
- Graphical Modeling Framework (GMF)
- Xtext
- Eclipse Sirius